# Phil Goff
Phil Goff, né le 22 juin 1953 à Auckland, est un homme politique néo-zélandais. 
De 1981 à 1990 puis de 1993 à 2016, il est député du Parlement. De 1999 à 2008, il occupe plusieurs postes de ministre du gouvernement travailliste sous Helen Clark, notamment ceux de la Défense et des Affaires étrangères. Il est chef officiel de l'opposition face au gouvernement de John Key de 2008 à 2011. Il est maire d'Auckland de 2016 à 2022.

## Famille et vie privée
Phil Goff naît et grandit à Auckland, au sein d'un milieu relativement modeste. Son père veut qu'il devienne un travailleur dès la sortie du lycée, mais Phil Goff entre à l'université contre l'avis de ses parents. Cette décision le force à quitter le domicile familial à l'âge de seize ans. Pour payer ses études universitaires, il devient salarié dans un abattoir et homme de ménage. Il est titulaire d'une maîtrise de sciences politiques de l'université d'Auckland, l'une des plus prestigieuses du pays.
Il est marié à Mary Ellen Goff avec qui il a eu trois enfants.

## Vie politique

### Membre du Parlement
Phil Goff rejoint le Parti travailliste en 1969, à l'âge de seize ans, la même année où il quitte le domicile familial. Il occupe des postes administratifs au sein du parti. Aux élections générales de 1981, il est élu membre du Parlement dans la circonscription de Roskill. Phil Goff est battu dans sa circonscription par un politicien du Parti national, Gilbert Myles. En 1993, il retrouve son siège de député pour sa circonscription originelle. Helen Clark, alors nouvelle chef du Labour, le nomme porte-parole du parti pour la Justice. En 1996, le parti se divise entre ceux qui veulent la démission d'Helen Clark de son poste de chef et ses défenseurs. Phil Goff fait partie des premiers. Helen Clark reste à la tête du parti mais ne se sépare pas de Phil Goff. Il conserve son siège aux élections de 1996 en refusant de s'inscrire dans la liste travailliste de la circonscription de Roskill. De 1996 à 1999, il est membre du parlement pour la circonscription de New Lynn, reprenant dès 1999 son siège pour la circonscription de Roskill.

### Membre du Cabinet (1984-1990)
Trois années plus tard, quand le gouvernement néo-zélandais remporte les élections générales de 1984, il est nommé ministre du Logement et de l'Emploi et est alors le membre le plus jeune du cabinet. Après les élections de 1987, il est reconduit au Logement, tout en recevant le poste de ministre de la Jeunesse et du Tourisme. Le 14 août 1989, il devient ministre de l'Éducation.

### Membre du Cabinet (1999-2008)
En tant que ministre de la Justice, Goff renforce les sanctions contre la pornographie enfantine et la pédophilie. Il participe, en tant que ministre du Commerce, à la signature de l'accord de libre échange entre la Chine et la Nouvelle-Zélande.

### Chef de l'opposition
Le Parti travailliste perd les élections générales de 2008, au profit de John Key, chef du Parti national. À la suite de cette défaite, Helen Clark annonce sa démission du poste de chef du Labour. Phil Goff prend la relève. En tant que chef de l'opposition, il s'oppose à la hausse de la taxe sur la valeur ajoutée de 12,5 à 15 %, en prenant la défense des classes défavorisées. Il proposa l'exemption de cette taxe pour les légumes et fruits frais, suggestion rejetée par le Premier ministre John Key, la pensant trop bureaucratique. En février 2010, il s'oppose à l'ouverture de parcs nationaux, très nombreux en Nouvelle-Zélande, à l'exploitation minière.

### Élections générales de 2011
Le 26 novembre 2011, les travaillistes obtiennent des résultats très faibles aux élections générales. John Key est reconduit pour un second mandat de premier ministre. Phil Goff déclare : "it wasn't our time" (« ce n'était pas notre heure »). Trois jours plus tard, il annonce sa démission du poste de chef du parti.

### Positions prises sur à la libéralisation économique du pays
Dans les années 80, la Nouvelle-Zélande est marquée par de grandes réformes économiques. Les gouvernements travaillistes libéralisèrent l'économie et privatisent bon nombre d'entreprises, allant à l'encontre de leurs principes. Ces modifications profondes dans un système économique connu pour son protectionnisme créent de grands débats au sein du pays. Phil Goff se positionne en faveur de Roger Douglas, alors ministre des Finances, et donc en faveur de la libéralisation économique. Phil Goff déclare à ce sujet que "the main problem had been in communication, not policy" (« le problème résidait dans la communication, pas dans la politique »).

### Maire d'Auckland
Le 8 octobre 2016, Phil Goff est élu maire d'Auckland avec 47,3 % des voix. Il est réélu le 12 octobre 2019 avec 48,97 % des voix.

### Haut-commissaire au Royaume-Uni
En octobre 2022, il est nommé haut-commissaire auprès du Royaume-Uni. Il prend ses fonctions en janvier 2023.